# طواف فيرزين 2016
طواف فيرزين 2016 (بالألمانية: Tre Valli Varesine 2016) هو سباق دراجات هوائية، وهو الموسم رقم 96 من السباق، وأقيم في 27 سبتمبر 2016، وامتدّ لمسافة 192.9 كيلومتر، وهو أحد سباقات طواف أوروبا للدراجات 2016، وقد شارك في السباق 196 متسابقاً ووصل إلى نهايته 82 متسابقاً.
فاز فيه بالمركز الأول سوني كولبريلي، وبالمركز الثاني دييغو يليسي، وبالمركز الثالث فرانسيسكو جافازي.

## الفرق
| فرق عالمية (10)- أستانا - Lampre-Merida - Orica-BikeExchange - Tinkoff - Dimension Data - موفيستار - FDJ - Cannondale-Drapac - Giant-Alpecin - بي إم سي راسينغ فرق قارية محترفة (13)- أندروني جوكاتولي-سيدرمك 2016 ‏ - Bardiani CSF - ويلير تريستينا-سيل إيطاليا ‏ - نيبو-فيني فانتيني-يوربا أوفيني ‏ - Stölting Service Group (cycling team) ‏ - كاجا رورال-سيغوروس 2016 ‏ - Bora-Argon 18 - Akros–Excelsior–Thömus ‏ - غازبروم روسفيلو ‏ - سبورت فلاندرين بالويس 2016 ‏ - ديلكو ‏ - تيم نوفو نورديسك ‏ - CCC Development Team ‏ فرق قارية (3)- أدريا موبيل 2016 ‏ - MG.K vis Colors for Peace ‏ - Trevigiani Phonix–Hemus 1896 ‏ فريق وطني- فريق إيطاليا لركوب الدراجات للرجال 2016 ‏ |  |
| |  |

## التصنيف العام النهائي
| التصنيف العام | التصنيف العام     | التصنيف العام | التصنيف العام               | التصنيف العام |        |
| الدراج        | الدراج            | البلد         | الفريق                      | الوقت         | السرعة |
| ------------- | ----------------- | ------------- | --------------------------- | ------------- | ------ |
| 1.            | سوني كولبريلي     | إيطاليا       | Bardiani CSF                | 4 س 48 د 18 ث |        |
| 2.            | دييغو يليسي       | إيطاليا       | Lampre-Merida               | + 0 ث         |        |
| 3.            | فرانسيسكو جافازي  | إيطاليا       | Androni Giocattoli-Sidermec | + 0 ث         |        |
| 4.            | توم جيلتا سلاتر   | هولندا        | كانونديل دراباك             | + 0 ث         |        |
| 5.            | جيوفاني فيسكونتي  | إيطاليا       | موفيستار                    | + 0 ث         |        |
| 6.            | فيليب جيلبير      | بلجيكا        | بي إم سي راسينغ             | + 0 ث         |        |
| 7.            | ينس كوكلاير       | بلجيكا        | Orica-BikeExchange          | + 0 ث         |        |
| 8.            | جيانلوكا برامبيلا | إيطاليا       | إيطاليا                     | + 0 ث         |        |
| 9.            | فابيو آرو         | إيطاليا       | أستانا                      | + 0 ث         |        |
| 10.           | كريستيان سباراغلي | إيطاليا       | دايمنشن داتا                | + 0 ث         |        |

## وصلات خارجية
- طواف فيرزين 2016 على موقع إحصائيات الدراجات الإحترافية (الإنجليزية)